# Handelsministerium (Iran)
Das iranische Handelsministerium ist wichtigstes Organ der iranischen Regierung mit der Aufgabe der Regulierung und Umsetzung von auf den einheimischen und den Außenhandel zutreffenden Richtlinien. Dies beinhaltet unter anderem die Umsetzung von wirtschaftlichen Strategien und Bestimmungen, die Exportförderung, den Entwurf und Umsetzung von Entwicklungsprogrammen, das Erlassen von Import- und Exportbestimmungen, die Preisfindung einheimischer Waren sowie die Organisation nationaler und internationaler Messen und Ausstellungen. Das Handelsministerium ist auch für die Beziehungen zwischen der Islamischen Republik Iran und der Welthandelsorganisation (WTO) zuständig.

## Organisation zur Förderung des Handels
Die Organisation zur Förderung des Handels ist dem Handelsministerium angegliedert. Ihre Aufgabe ist die Förderung von Exporten anderer Waren als Öl. Sie hat eine enge Bindung zum Institut für Standards und industrielle Forschung Irans.

## Exportgarantie-Fonds
Angeschlossen an das Handelsministerium, wurde der Exportgarantie-Fonds gegründet, um den Export auszuweiten und zu fördern, um Exporteure gegen nicht-gewerbliche Risiken abzusichern, welche normalerweise nicht von den Versicherungen abgedeckt sind, und zur Garantie von Krediten, die zum Export von Waren und Dienstleistungen benötigt werden.

## Die Organisation zum Schutz von Verbrauchern und Produzenten
Die Organisation zum Schutz von Konsumenten und Produzenten (OPCP) ist dem Handelsministerium angeschlossen. Die Hauptaufgaben der OPCP sind:
- Schutz und Förderung einheimischer Produktion;
- Schutz der Verbraucher vor ungewöhnlichen Preisschwankungen;
- Überwachung, Anpassung und Kontrolle von Preisen für Produkte und Dienstleistungen;

## Government Trading Company (GTC)
Die GTC ist dem Handelsministerium angeschlossen. Das Hauptziel der Einrichtung ist die Sicherstellung der Ernährungssicherung im Land durch Bereitstellung von Basisgütern wie Weizen, Reis, Rohzucker, Rohöl, Milchpulver, Dünger und von der Öffentlichkeit benötigte Waren wie Grundnahrungsmittel aus einheimischen und fremden Quellen. Solche Waren werden an die Verbraucher zu subventionierten Preisen abgegeben. Die Aktivitäten der GTC betreffend der Versorgung mit essentiellen Gütern sind in dem Gesetz die Versorgung der Öffentlichkeit durch die Regierung mit essentiellen Ausgangsstoffen und Nahrungsmitteln aus ausländischen Quellen bestimmt. Das Handelsministerium hat bekannt gegeben, dass es die heimische Produktion fördern will, indem im Land eine Selbstversorgung im Lebensmittelsektor angestrebt wird.